# Wautoma (condado de Waushara, Wisconsin)
Wautoma es un pueblo ubicado en el condado de Waushara en el estado estadounidense de Wisconsin. En el Censo de 2010 tenía una población de 1278 habitantes y una densidad poblacional de 14,53 personas por km².

## Geografía
Wautoma se encuentra ubicado en las coordenadas 44°6′24″N 89°17′46″O / 44.10667, -89.29611. Según la Oficina del Censo de los Estados Unidos, Wautoma tiene una superficie total de 87.94 km², de la cual 87.56 km² corresponden a tierra firme y (0.42%) 0.37 km² es agua.

## Demografía
Según el censo de 2010, había 1278 personas residiendo en Wautoma. La densidad de población era de 14,53 hab./km². De los 1278 habitantes, Wautoma estaba compuesto por el 97.65% blancos, el 0% eran afroamericanos, el 0.39% eran amerindios, el 0.47% eran asiáticos, el 0.08% eran isleños del Pacífico, el 0.94% eran de otras razas y el 0.47% pertenecían a dos o más razas. Del total de la población el 3.99% eran hispanos o latinos de cualquier raza.